# عدو الإيمان (كتاب)
عدو الإيمان (بالإنجليزية: The Nemesis of Faith)‏ رواية فلسفية كتبها جيمس أنتوني فرود وطبعت في 1849. تحوي جزئيا سيرة الكاتب الذاتية وتصور أسباب ونتائج مشكلته في الإيمان كقس شاب. شكك جيمس بالإيمان المسيحي على ضوء تطورات بداية القرن التاسع عشر في التاريخ والثيولوجيا والعلم، وتأثر خاصة بتعليمات حركة أكسفورد الكاثوليكية وبطريقة التعامل الجديدة لدى علماء الدين التي طورها علماء النقد العالي الألمان.
تتكون الرواية في معظمها من وصف شخصية الرواية الرئيسية ماركام سذرلاند لتطور أفكاره وشكوكه الدينية، وبعدها وصف قصير ينتهي فيه ماركام وعشيقته بشكل مأساوي بسبب نقص الإيمان. أدانت شخصيات دينية إنكليزية الرواية، وحرقها وليام سول بشكل علني، وهذا سبب استقالة جيمس من زمالة جامعة أكسفورد. كان تلقي النقاد الأدبيين للرواية متنوعا، فقد عبر كتاب مثل جورج إليوت عن إعجابهم الشديد بها لكن توماس كارليل انتقدها بعنف. وبالرغم من أن الرواية لا تقرأ اليوم إلا أنها ما زالت مهمة في تاريخ الفكر لوصفها شكوك العصر الفيكتوري وحركة أكسفورد.

## مواقع خارجية
- النص الكامل (بالإنجليزية)